# Vallanjärvi
Vallanjärvi är en sjö i Finland. Den ligger i kommunen Miehikkälä i landskapet Kymmenedalen, i den södra delen av landet, 150 km öster om huvudstaden Helsingfors. Vallanjärvi ligger 29 meter över havet. I omgivningarna runt Vallanjärvi växer i huvudsak blandskog. Arean är 62,8 hektar och strandlinjen är 3,68 kilometer lång. Sjön  ingår i Virojokis huvudavrinningsområde. 